# Sumpter (Oregon)
Sumpter – miasto w Stanach Zjednoczonych, w stanie Oregon, w hrabstwie Baker.